# Tomex Danmark
Tomex Danmark A/S er en dansk fødevaregrossist med hovedsæde i Aalborg. Virksomheden blev stiftet i 1988 af Tom Andersen. Tomex Danmark A/S er ejet af holdingselskabet Tomex Holding ApS.
Tomex Danmark A/S havde i regnskabsåret 2009/10 en omsætning på 889,836 mio. kr. og et nettoresultat på 7,977 mio. kr. Det gennemsnitlige antal medarbejdere var ca. 50 (2009).
Tomex Danmark A/S handler primært med frosset kød, fjerkræ, fisk og grøntsager. Virksomheden har filialer i Stockholm, Plock, Skopje, Qingdao, Manila, Budapest, São Paulo og Miramar (Argentina). 